# Ibacus alticrenatus
Ibacus alticrenatus is een tienpotigensoort uit de familie van de Scyllaridae. De wetenschappelijke naam van de soort is voor het eerst geldig gepubliceerd in 1888 door Bate.